# Sparviero
Pour les articles homonymes, voir Sparviero (homonymie).
Sparviero est une île d'Italie en mer Tyrrhénienne, située sur le littoral de Punta Ala.

## Géographie
Elle se situe au large des côtes de Toscane dans l'archipel toscan et appartient à Castiglione della Pescaia.

## Histoire
Connue depuis le Moyen Âge, principalement rocheuse, sa tour d'observation (Tour Appiani) fut un des avant-postes de la Principauté de Piombino.